# Jordi Simón
Jordi Simón Casulleras (Navàs, 6 september 1990) is een Spaans wielrenner die anno 2018 rijdt voor Burgos-BH. In 2011 werd hij zevende in de wegwedstrijd voor beloften op het Europese kampioenschap.

## Palmares

### Overwinningen
2011
1e etappe Ronde van Madrid
2013
1e etappe Ronde van León
Eindklassement Ronde van León
2014
2e en 3e etappe Tour des Pays de Savoie
Bergklassement Tour des Pays de Savoie
Puntenklassement Trofeo Joaquim Agostinho
Bergklassement Ronde van de Ain
2015
1e etappe Grote Prijs van Guadiana
Eind- en bergklassement Grote Prijs van Guadiana

## Resultaten in voornaamste wedstrijden
| Jaar | Ronde van Italië | Ronde van Frankrijk | Ronde van Spanje |
| ---- | ---------------- | ------------------- | ---------------- |
| 2018 |                  |                     | opgave           |

| Jaar | Clásica San Sebastián |
| ---- | --------------------- |
| 2018 | 68e                   |

### Resultaten in kleinere rondes
| Jaar | Ronde van Catalonië | Ronde van Zwitserland |
| ---- | ------------------- | --------------------- |
| 2016 | opgave              | 20e                   |
| 2017 | 39e                 |                       |

## Ploegen
- 2011 –  Caja Rural (stagiair vanaf 1-8)
- 2012 –  Andalucía
- 2014 –  Team Ecuador
- 2015 –  Team Ecuador
- 2016 –  Verva ActiveJet Pro Cycling Team
- 2017 –  Soul Brasil Pro Cycling Team
- 2018 –  Burgos-BH

Aniołkowski · A.Banaszek · N.Banaszek · Bernas · Bodnar · Charucki · Cieślik · Franczak · Gradek · Hník · Koch · Podlaski · Polnický · Simón · Stachowiak · Staniszewski
Affonso · Almeida · Cardoso · Chaman · Chamorro · Godoy · Gohr · Machado · Morais · Nazaret · Nicácio · Pinheiro · Pires · Ranghetti · D. Silva · L. Silva · Simón
Cabedo · Cubero · Ezquerra · González · Herklotz · Langellotti · López · Mamykin · Mendes · Merino · Mitri · Robredo · Rubio · Salas · Sessler · Simón · Torres